# Van az a pénz, ami megbolondít
A Van az a pénz, ami megbolondít (eredeti cím: Mad Money) 2008-ban bemutatott amerikai bűnügyi filmvígjáték, Callie Khouri rendezésében. A forgatókönyv a 2001-es Hot Money című brit film laza adaptációja. A főbb szerepben Diane Keaton, Queen Latifah, Katie Holmes és Ted Danson látható.

## Cselekmény
A film a végéhez közeli jelenetekben játszódik, amikor az adóhivatal ügynökei rajtakapják és letartóztatják a lopás miatt. Majd a film visszavált három évvel korábbra.
Három évvel ezelőtt minden azzal kezdődött, hogy Bridget (Diane Keaton) férjét, Dont (Ted Danson) kirúgták és ő a süllyesztőbe merült. A család közel kétszáz-hatvanezer dolláros adóssággal tartozik, de nincs kenyérkereső a családban. A takarítónő, Selina csekkjét visszadobják, aki reklamálni jön Bridgetnek, majd takarítói munkát ajánl a Kansasi Jegybanknál. Az első napján Bridgetben egy terv kezd kialakulni, hogy hogyan is szerezhetné meg a darálásra szánt elhasználódott bankókat. A csapatba kerül Nina Queen Latifah, az egyedülálló anya, aki a darálónál dolgozik; és Jackie (Katie Holmes), aki a Bank Nyomozóirodájából a pénzes ládákat szállítja. Nina először ódzkodik, hogy ez a terv működni fog-e, de aztán, hogy Jackie gondolkodás nélkül beszáll, bátorságra inti Ninát, aki végül is beleegyezik a tervbe. A tervet úgy végzik, hogy a kamerák ne lássanak semmit. Először is Bridget, mikor megtisztítja a ládát, kicseréli a lakatot arra, amit saját maga rendelt a Masterlock Company-tól. Ezután elmondja Jackie-nek a láda számát, aki, miközben a liftre vár, óvatosan táncmozdulatokkal kiemel pár köteg „zöldhasút” a ládából és a szemetesbe rakja. A szemetest Bridget üríti ki. Nina minden egyes rablás alkalmával a női mosdóban lévő szemeteskukába rejtett zacskóból kapja meg a láda számát, valamint a bank lakatját. Így daráláskor csak vissza kell cserélnie a lakatokat és nem marad nyoma ténykedésüknek. Az első rablásukkor nem annyit szereztek, amennyit reméltek (kb. kilencven-egyezer dollárt). Ezért eldöntik, hogy többször megcsinálják az akciót, és sikerül is nekik sikeresen, amíg az egyik biztonsági őr (Barry, aki fülig szerelmes Ninába) nem veszi észre, hogy Nina nem használta a bank által rendelt kulcsot, ezért őt is beveszik a buliba.
Hozzávetőleg két és fél évig lopnak pénzt a Jegybankból, de Jackie férje, Bob a megbeszélt terv ellenére, hogy azt mondja, hogy befektetésekben utazik, inkább tényleg befektet, befektetésenként több mint tízezer dollárt, ami feltűnik a Adóhatóságnál, ezért ügynököket állítanak a bankba. A főnök, Mr. Glover tagadja, hogy egyáltalán lehetne lopni a szuperbiztos bankjukból és azt is, hogy ő is benne lenne. Pár nap múlva letartóztatják őket. Jackie-nek és Ninának sikerül eltüntetnie a pénzt, de Donnak nem, ezért Bridget-en kívül mindenkit börtönbe zárnak. A következő nap Bridget megérkezik egy ügyvéddel, akinek hála nem kell börtönbe menniük, de adót kell fizetni az ellopott pénz után. Így hát üres kézzel, de szabadon távoznak.
Nyolc hónappal később Bridget felfedi azt a dugipénzt, amit az egyik vendéglő alagsorába csempészett.

## Szereplők
| Szerep           | Színész              | Magyar hang         |
| ---------------- | -------------------- | ------------------- |
| Bridget Cardigan | Diane Keaton         | Kovács Nóra         |
| Nina Brewster    | Queen Latifah        | Kocsis Mariann      |
| Jackie Truman    | Katie Holmes         | Németh Borbála      |
| Don Cardigan     | Ted Danson           | Vass Gábor          |
| Glover           | Stephen Root         | Bácskai János       |
| Bryce Arbogast   | Christopher McDonald | Mihályi Győző       |
| Bob Truman       | Adam Rothenberg      | Seszták Szabolcs    |
| Barry            | Roger Cross          | Barabás Kiss Zoltán |
| Shaun            | Finesse Mitchell     |                     |
| Mindy Arbogast   | Meagen Fay           | Román Judit         |
| Mandelbrot       | J. C. MacKenzie      |                     |
| Brinkley nyomozó | Bryan Massey         |                     |